# Novomučedník

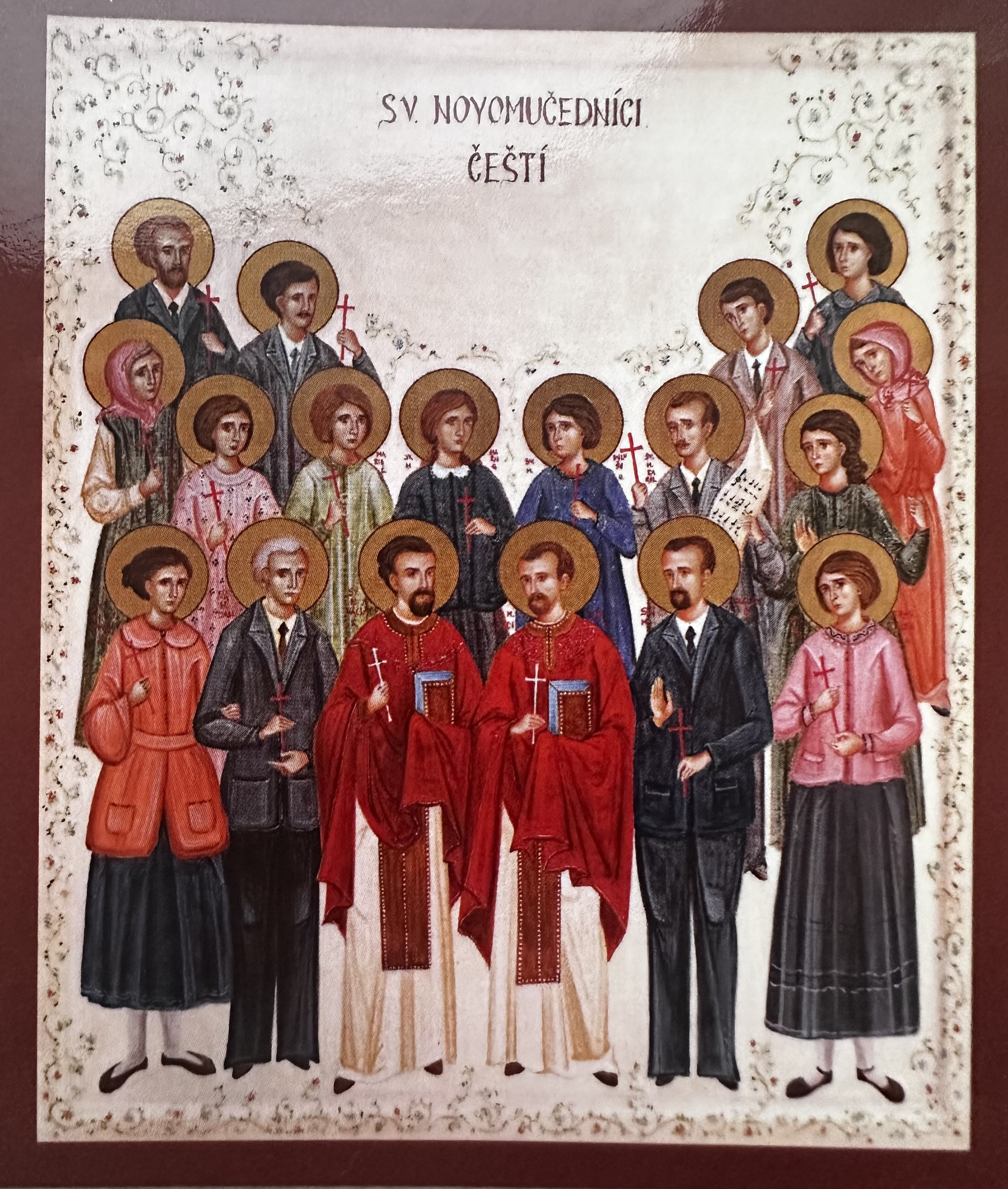
Ikona svatých novomučedníků českých

Titul Novomučedník je udílen v některých křesťanských církvích (zejména v Pravoslaví a řeckokatolické církvi) pro rozlišení novějších mučedníků a vyznavačů od starobylých mučedníků, kteří byli oběťmi pronásledování křesťanů v římské Říši . Původně se termín vztahuje k obětem islámské perzekuce.

## Historie
Nejčasnějším zdrojem užití termínu neomartys je Narrationes Anastasia ze Sinaje, který zemřel kolem roku 700. Tento titul se nadále používal dalších tři sta let k označení obětí pronásledování v Umajjovském chalífátu a u Abbásovců.

## Charakteristika
Řecká pravoslavná církev tradičně dává tento titul těm, kteří byli mučeni a popraveni během osmanské nadvlády v Řecku, aby se vyhnuli nucené konverzi k islámu.   Tento význam je dominantní, a to natolik, že předosmanské použití termínu bylo na akademické půdě téměř ignorováno. Sektářské konflikty v 19. století v Osmanské říši a komunistické pronásledování ve východní Evropě také přinesly světce považované za novomučedníky. V Ruské pravoslavné církvi je neděle nejbližší 25. lednu (7. února podle gregoriánského kalendáře ) „nedělí svatých nových mučedníků a vyznavačů Ruska“. Datum 25. ledna bylo vybráno, protože to bylo v roce 1918 datum mučednické smrti svatého Vladimíra (Bogojavlenského), metropolity kyjevského, který je označován jako „ prvomučedník komunistického jha v Rusku“.